# Erwin Hoffer
Erwin „Jimmy” Hoffer (n. 14 aprilie 1987) este un atacant austriac care joacă în prezent pentru Beerschot Wilrijk din a Doua Ligă a Belgiei. A jucat, de asemenea, pentru echipa națională a Austriei.

## Cariera pe echipe

### Admira Wacker
Născut în Baden bei Wien, Austria, Hoffer a jucat pentru echipele de tineret 1. SC Haidhof, FC Tribuswinkel și Badener AC înainte de a ajunge la Admira Wacker, unde și-a început cariera de fotbalist profesionist. La Admira a jucat între anii 2004 și 2006 în prima echipă. El a marcat patru goluri, unul dintre ele fiind împotriva lui Sturm Graz și a lui Pasching.

### Rapid Viena

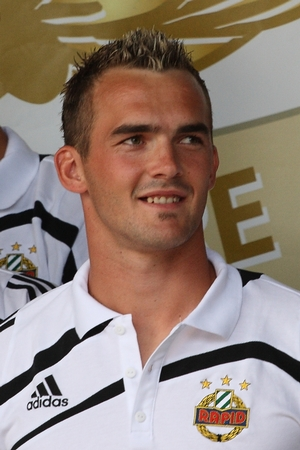
Hoffer în 2009.

După două sezoane a ajuns la Rapid Viena unde l-a înlocuit pe Muhammet Akagündüz, care a plecat la echipa turcă Kayserispor.
Hoffer a debutat pentru Rapid Viena pe 29 iulie 2006, intrând pe teren în a doua repriză, într-un meci pierdut cu 1-0 împotriva lui SV Ried. După ce a petrecut cea mai mare parte a sezonului ca rezervă, Hoffer a marcat o dublă pe 13 mai 2007, într-o victorie scor 2-0 asupra lui Grazer AK. În primul său sezon, Hoffer a jucat 21 de meciuri și a marcat de 4 ori.
După ce a ratat startul sezonului 2007-2008, datorită convocărilor la națională, Hoffer a jucat primul meci în acel sezon, în care a dat o pasă de gol în victoria cu 1-0 asupra lui SC Rheindorf Altach pe 1 august 2007. Pe 3 noiembrie 2007 a marcat primul său gol al sezonului, dând și o pasă de gol în partida câștigată cu 4-0 cu SV Ried. El a marcat apoi de două ori pe 16 februarie 2008, într-o victorie cu 2-0 asupra Austriei Kärnten. Pe 23 martie 2008 a marcat un hat-trick în victoria cu 7-0 împotriva Red Bull Salzburg și a dat două pase de gol în timpul meciului. În ultimele trei meciuri ale sezonului, Hoffer a marcat trei goluri în trei meciuri, incluzând aici golul din victoria cu 3-0 asupra lui Rheindorf Altach la 21 aprilie 2008, o victorie care a făcut-o pe Rapid Viena să câștige titlul în sezonul 2007-2008. Pentru meciurile bune făcute de el, lui Hoffer i s-a oferit prelungirea contractului până în 2011.

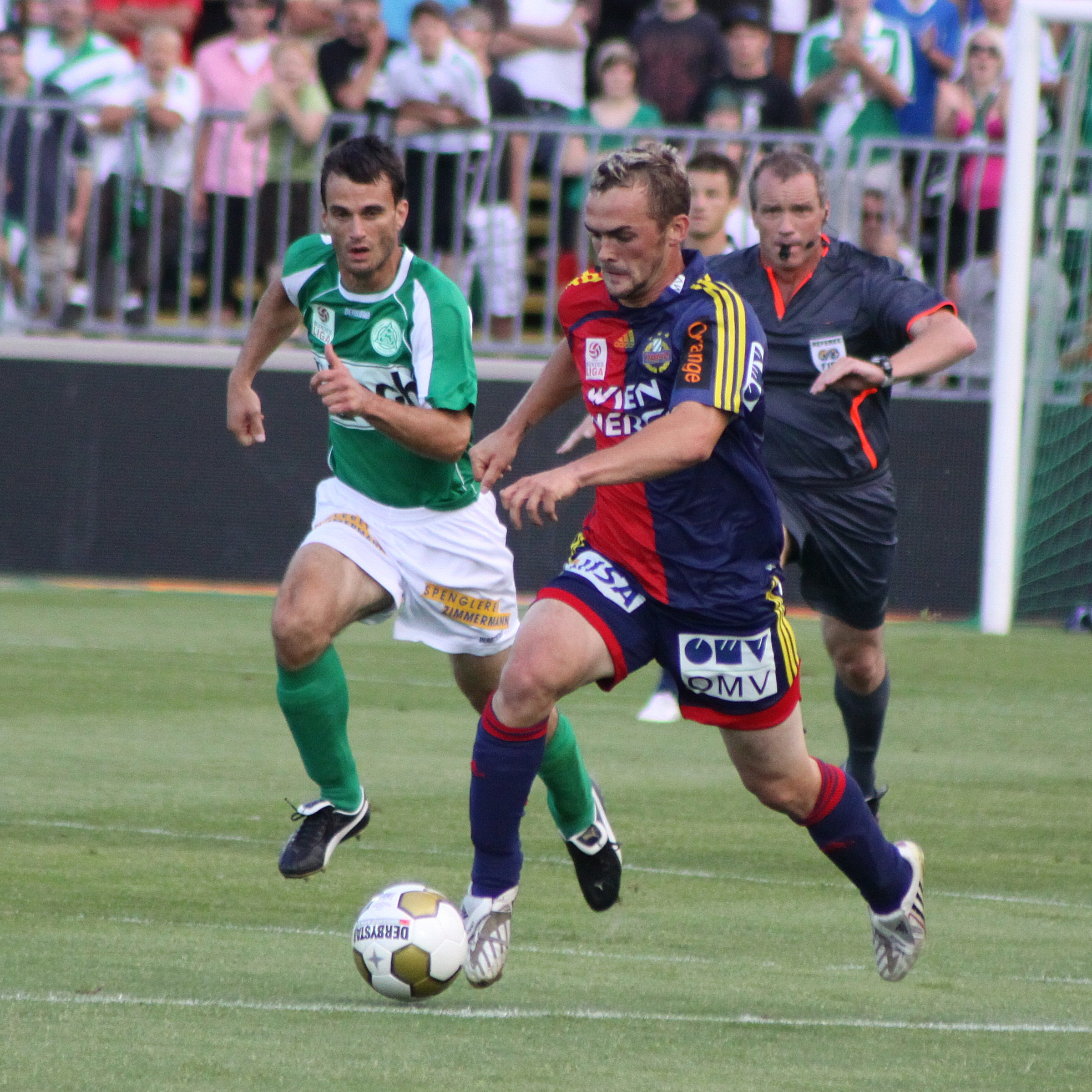
Hoffer jucând pentru Rapid Viena în 2009.

În sezonul 2008-2009, Hoffer a început bine sezonul marcând de 7 ori în toate competițiile împotriva Austriei Kärnten, Anorthosis Famagusta SC Rheindorf Altach (de patru ori), și LASK Linz. După trei luni fără gol, Hoffer, avea să marcheze mai multe goluri până la  sfârșitul anului, împotriva lui LASK Linz, Sturm Graz (de două ori), SC Rheindorf Altach (hat-trick), și Austria Viena. Între 8 martie 2009 și până pe 21 martie 2009, Hoffer a marcat cinci goluri în trei meciuri, dintre care o dublă împotriva lui Kapfenberger SV și încă una cu Austria Kärnten. După ce a suferit o leziune musculară care l-a ținut pe tușă pentru o perioadă scurtă de timp Hoffer a marcat apoi două hat-trickuri împotriva lui Red Bull Salzburg și Kapfenberger SV în mai 2009. După ce a terminat sezonul 2008-2009 ca al doilea cel mai bun marcator din campionat în spatele lui Marc Janko, Hoffer a terminat sezonul, jucând 39 de meciuri și marcând de 29 ori în toate competițiile.
La sfârșitul sezonului 2008-2009, Hoffer a atras atenția mai multor cluburi din Europa. În sezonul 2009-2010, Hoffer a jucat două meciuri în campania de calificare în UEFA Europa League împotriva lui Vllaznia Shkodër, înscriind în prima manșă, rezultatul fiind de 8-0 la general pentru Rapid Viena. Deși Rapid Viena a negat existența vreunei oferte pentru Hoffer, echipa negocia între timp cu Napoli.

### Napoli

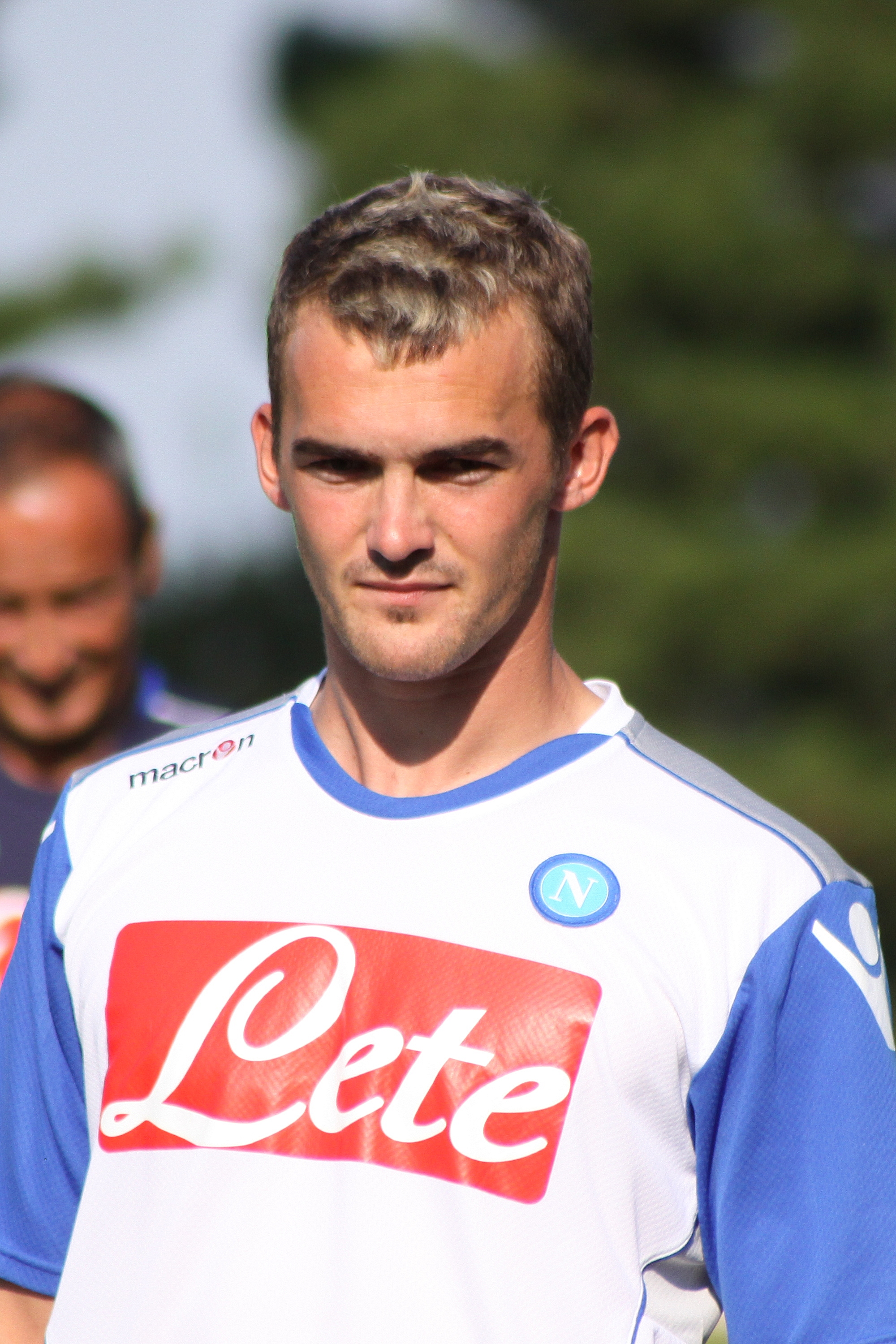
Hoffer în timpul unui antrenament la Napoli.

La 28 iulie 2009, Napoli l-a transferat pe Hoffer pentru suma de 5 milioane de euro., cu jucătorul semnând un contract pe cinci ani.
Hoffer a marcat primul său gol pentru partenopei (în meciul de debut la Napoli) pe 16 august 2009 în partida din Coppa Italia dintre Napoli și Salernitana (3-0). După meci, Hoffer a declarat despre primul gol: „Aș spune că am început cu bine. Speram să intru pe teren și să-mi aduc contribuția, apoi am primit niște baloane utile.” Două săptămâni mai târziu, la 30 august 2009, a debutat în campionat pentru Napoli, intrând pe final de meci, într-o victorie de 3-1 cu Livorno. Dar, pe măsură ce sezonul 2009-2010 trecea, Hoffer a primit puține șanse de joc la Napoli, datorită formeibune a lui Germán Denis și Fabio Quagliarella. El a refuzat un împrumut la Chievo Verona în ianuarie 2010. După ce a petrecut întregul sezon pe banca de de rezerve, intrând sporadic pe teren, Hoffer a strâns 11 meciuri în care a marcat o singură dată.

### Împrumutul la 1. FC Kaiserslautern

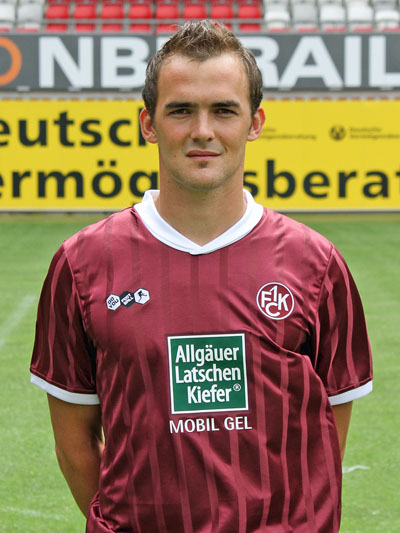
Hoffer la Kaiserslautern în 2010.

Înainte de sezonul 2010-2011, Hoffer a fost dorit de echipa germană 1. FC Kaiserslautern, în ciuda faptului că el își dorea să joace pentru Mainz 05. În cele din urmă a ajuns la 1. FC Kaiserslautern semnând un contract de împrumut pentru sezonul 2010-2011, fără opțiune de cumpărare. Hoffer și-a exprimat nemulțumirea cu privire la șansele puține de joc primite la Napoli, sperând că împrumutul la Kaiserslautern îl va face să joace mai multe meciuri în Germania decât a jucat în Italia.
Hoffer și-a făcut debutul pentru club într-un meci din primul tur al Cupei împotriva lui VfL Osnabrück, în care a înscris două goluri, fiind înlocuit cu Iliian Mitsanski, într-o victorie cu 3-2 după prelungiri. O săptămână mai târziu, pe 21 august 2010, a debutat în campionat pentru club, dându-i o pasă de gol lui Ivo Iličević, într-o victorie cu 3-1 cu Köln. O lună mai târziu, la 18 septembrie 2010, a marcat o dublă în remiza scor 2-2 împotriva lui Hoffenheim. Cu toate acestea concurența mare de la echipă l-a găsit pe Hoffer din nou pe banca de rezerve. A marcat un hat-trick pentru echipa a doua la 28 noiembrie 2010, într-o victorie cu 4-1 cu Wuppertaler. După ce a lipsit pentru o perioadă scurtă din prima echipă, din cauza unei boli, în februarie, Hoffer a marcat la două săptămâni după ce și-a revenit, într - o victorie scor 2-1 cu Freiburg la 12 martie 2011. La sfârșitul sezonului 2010-2011, Hoffer a jucat în total în 27 de meciuri si a marcat de cinci ori.

### Împrumutul la Eintracht Frankfurt
După ce împrumutul său la 1. FC Kaiserslautern s-a încheiat, a fost împrumutat timp de un sezon, în sezonul 2011-2012, la Eintracht Frankfurt, care abia retrogradase în 2. Fußball-Bundesliga. După ce a ajuns la echipă, Hoffer a primit tricoul cu numărul 10 înaintea noului sezon.
Hoffer a debutat la Eintracht Frankfurt pe 15 iulie 2011, debutând într-o victorie cu 3-2 pe Greuther Fürth în prima etapă a sezonului. Primul gol marcat pentru Frankfurt a venit pe 30 septembrie 2011, într-o victorie scor 3-1 cu Union Berlin. Trei săptămâni mai târziu, la 23 octombrie 2011, Hoffer a marcat de două ori, într-o victorie cu 3-0 cu MSV Duisburg Până la sfârșitul lui 2011, el a mai dat încă două goluri. După ce a semnat cu Eintracht Frankfurt, Hoffer s-a chinuit să se impună, având și aici o concurență puternică în atac. Dar până în ianuarie, Hoffer a reușit să-și recâștige locul de titular formând un atac în trei alături de Alexander Meier și Mohammadou Idrissou. A marcat un gol și a dat două pase de gol într-o victorie scor 6-1 cu FSV Frankfurt la 18 februarie 2012. El a mai marcat trei goluri în acel sezon. În ciuda faptului că a fost eliminat pentru un meci, Hoffer a încheiat sezonul 2011-2012 promovând cu Frankfurt în Bundesliga, având 31 de meciuri jucate pentru Eintracht, marcând de 9 ori în toate competițiile.
Înainte de sezonul 2012-2013, Hoffer s-a întors la Napoli după ce clubul a decis să nu-l transfere definitiv. În schimb, el s-a întors la Eintracht Frankfurt tot sub formă de împrumut încă un sezon pe 6 august 2012. El a marcat cel de-al 10-lea gol din cariera sa de la Eintracht Frankfurt, într-o victorie cu 3-2 cu 1. FC Nürnberg la 21 septembrie 2012. Cu toate acestea, Hoffer nu a reușit să se impună în prima echipă, din cauza competiției acerbe și a accidentărilor. Asfel, Hoffer a cerut clubului să își rezilieze contractul de împrumut, lucru pe care clubul l-a acceptat.

### Al doilea împrumut la 1. FC Kaiserslautern
A hotărât să nu rămână la Rapid Viena, și să aleagă în schimb să fie împrumutat din nou la 1. FC Kaiserslautern pentru restul sezonului.
Hoffer a debutat din nou pentru club pe 4 februarie 2013, intrând din postura de rezervă în repriza a doua, într-o victorie scor 1-0 cu 1860 München. În următorul meci cu Dynamo Dresda, de pe 8 februarie 2013, Hoffer a marcat primul gol al lui FC Kaiserslautern de la întoarcerea la la Kaiserslautern, într-o victorie scor 3-0. După ce a devenit titular la 1. FC Kaiserslautern, a mai marcat două goluri în șaisprezece meciuri.

### Fortuna Düsseldorf

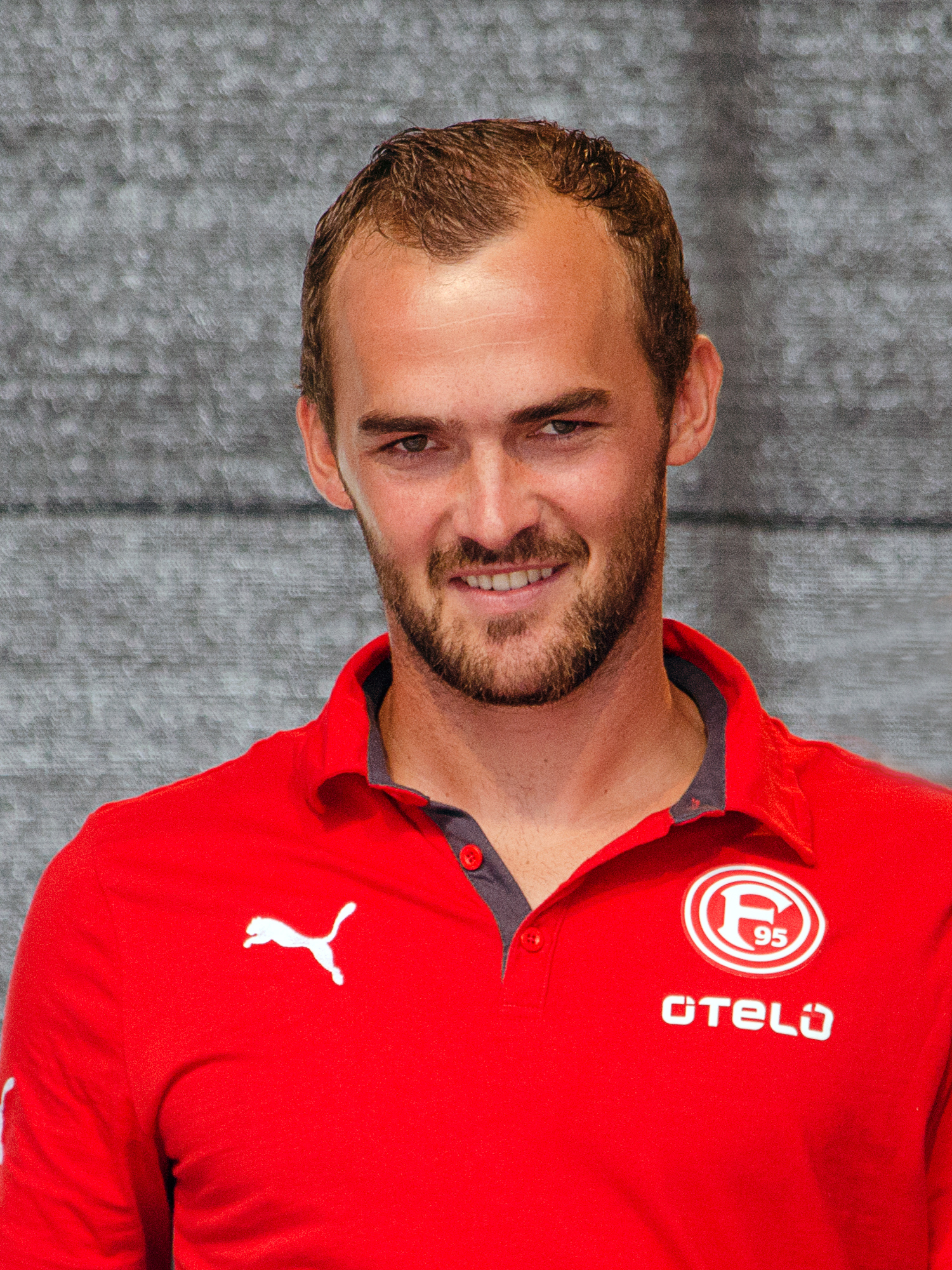
Hoffer la Fortuna Düsseldorf.

La 21 august 2013, Hoffer a fost transferat definitiv de Fortuna Düsseldorf pe o perioadă de doi ani.
Hoffer a debutat pentru Fortuna Düsseldorf pe 30 august 2013, jucând 30 de minute după ce a intrat pe teren din postura de rezervă, într-o înfrângere cu 4-2 împotriva lui Arminia Bielefeld. A marcat primul gol pentru noua sa echipă pe 9 decembrie 2013, într-o victorie cu 1-0 cu 1. FC Kaiserslautern. A mai marcat în meciurile cu Energie Cottbus și 1. FC Köln. Și la Fortuna Düsseldorf, Hoffer s-a confruntat cu o competiție dură, antrenorul echipei preferându-i pe Charlison Benschop și Aristide Bancé în locul său, Hoffer fiind mai mult rezervă în prima jumătate a sezonului. În retur, Hoffer a reușit să-și recâștige locul de titular sub noul antrenor Oliver Reck. El a înscris șase goluri în retur, dintre care patru goluri în trei meciuri între 26 aprilie 2014 și 11 mai 2014 împotriva lui Erzgebirge Aue (două goluri), Karlsruher SC și 1. FC Kaiserslautern. În primul sezon la Fortuna Düsseldorf, Hoffer a jucat în 24 de meciuri și a înscris de 9 ori.
În sezonul 2014-2015, Hoffer a i-a dat o pasă de gol pentru Benschop, într-un meci încheiat la egalitate scor 2-2 împotriva lui Eintracht Braunschweig, meci din prima etapă a Bundesligii. El a marcat apoi de două ori pe 30 august 2014, într-o victorie scor 3-0 cu Erzgebirge Aue. A mai marcat și în următorul meci de pe 15 septembrie 2014, într-o victorie scor 2-0 cu 1. FC Nürnberg. El și Benschop au continuat să formeze un parteneriat solid început în startul sezonului 2014-2015. Cu toate acestea, forma mai slabă a lui Hoffer l-a determinat pe antrenor să îl înlocuiască cu Joel Pohjanpalo, fiind din nou rezervă pentru cea mai mare parte a sezonului. Fiind mai mult rezervă, și fiind puțin accidentat Hoffer a marcat din nou pentru prima oară în opt luni, într-o victorie scor 2-0 cu SV Sandhausen la 17 mai 2015. În al doilea sezon de la Fortuna Düsseldorf, Hoffer a jucat 22 de meciuri și a marcat de 4 ori.
S-a anunțat în aprilie 2015 că Hoffer va părăsi clubul la sfârșitul sezonului 2015-2016 după ce i s-a transmis că contractul său nu a fost reînnoit.

### Karlsruher SC

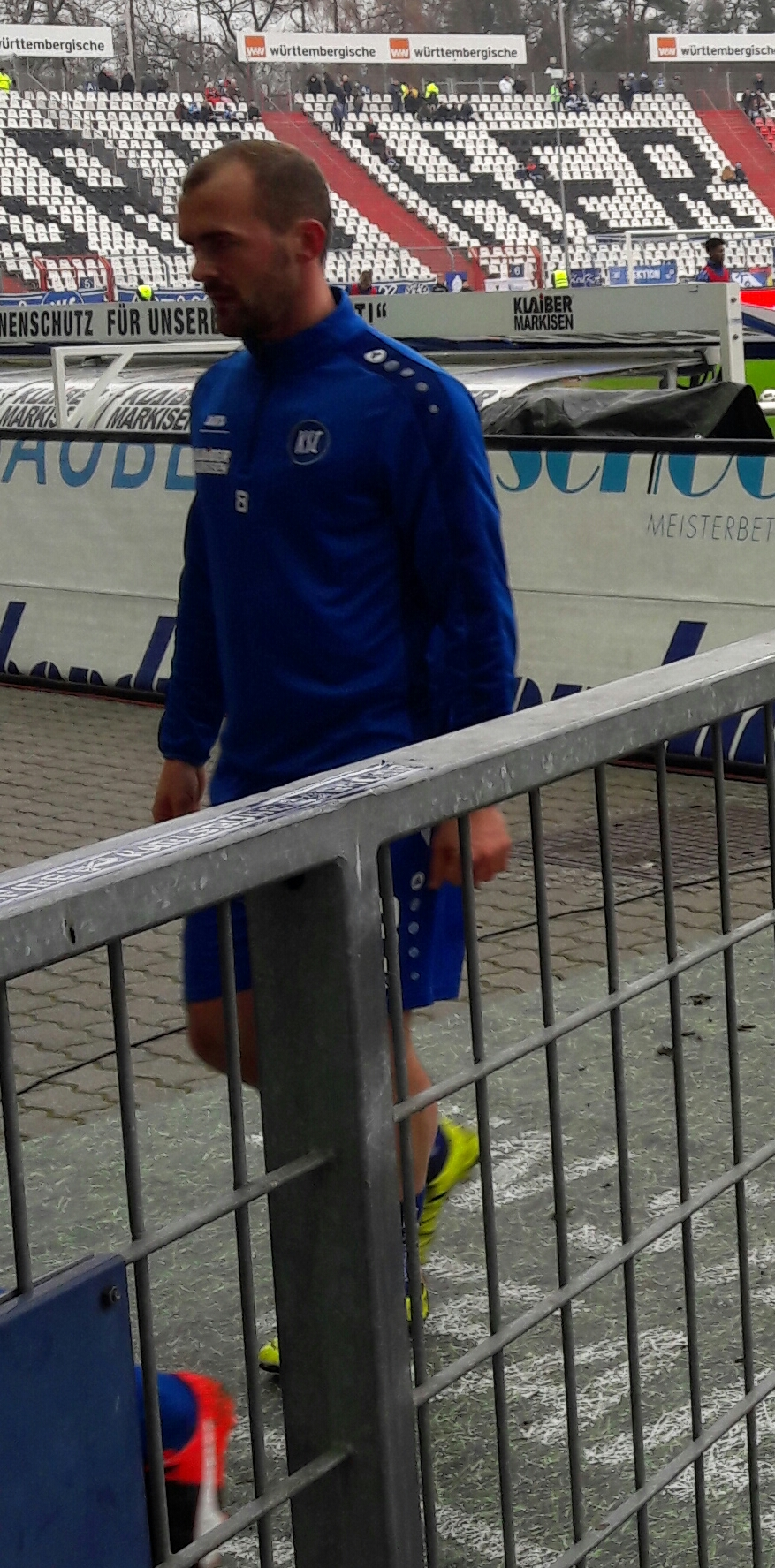
Hoffer la Karlsruher SC.

După ce a părăsit-o pe Fortuna Düsseldorf, Hoffer a ajuns la Karlsruher SC pe 11 iunie 2015, cu care a semnat un contract pe doi ani până în 2017.
Hoffer și-a făcut debutul pentru Karlsruher SC în meciul de deschidere al sezonului, jucând 45 de minute într-o înfrângere scor 1-0 împotriva lui Greuther Fürth. A marcat apoi primul gol pentru Karlsruher SC pe 14 august 2015, într-o victorie cu 2-1 asupra FSV Frankfurt. A marcat din nou în următorul meci de pe 22 august 2015, într-o victorie cu 2-0 asupra MSV Duisburg. Până la sfârșitul anului 2015, el a reușit să înscrie încă două goluri, ajungând la patru goluri în acest sezon. De la debutul său la Karlsruher, Hoffer s-a luptat pentru postul de titular cu Pascal Köpke, Dimitrij Nazarov, Dimitris Diamantakos și Vadim Manzon și a jucat sub conducerea lui Markus Kauczinski care folosea formația de joc 4-4-2. Hoffer a fost mai mult rezervă, iar la sfârșitul sezonului 2015-2016, Hoffer și-a terminat primul sezon la club, reușind să joace în 28 de partide și să marcheze de patru ori.
În sezonul 2016-2017, Hoffer a continuat să fie rezervă, declarând că: „antrenorul decide, sunt gata pentru orice, vreau să ajut echipa”. A marcat primul gol în campionat pe 24 septembrie 2016,când i-a dat o pasă de gol lui Moritz Stoppelkamp, într-o victorie cu 2-0 asupra lui Erzgebirge Aue. A marcat din nou la 29 ianuarie 2017, într-o victorie scor 3-2 cu Arminia Bielefeld. În acest sezon Hoffer se lupta pentru postul de titular cu Diamantakos și Florian Kamberi. În luna martie a suferit o accidentare la antrenamente. În ciuda acestei accidentări, Hoffer avea să joace în 23 de meciuri și să înscrie de două ori.
La sfârșitul sezonului 2016-2017, Hoffer a preferat să nu-și prelungească contractul chiar dacă conducerea i-a oferit șansa să o facă. În perioada cât a jucat la Karlsruher, Hoffer a devenit unul dintre jucătorii preferați ai fanilor.

### KFCO Beerschot Wilrijk
După ce a părăsit-o pe Karlsruher, Hoffer a semnat un contract cu echipa belgiană Beerschot Wilrijk, care juca în a Doua Ligă a Belgiei, semnând un contract pe doi ani la 11 septembrie 2017. El a fost dorit înapoi de Rapid Viena în vară, dar mutarea nu s-a concretizat.
Hoffer și-a făcut debutul pentru KFCO Beerschot Wilrijk la 16 septembrie 2017, intrând pe teren în minutul 81 și înscriind în minutul 84, după doar trei minute, într-un egal scor 2-2 împotriva lui Westerlo.

## La națională

### Echiele de tineret ale Austriei
Hoffer a jucat pentru naționala de tineret a Austriei la mai multe categorii de vârstă. În timpul Campionatului Mondial U-20 din Canada, Hoffer a înscris de 3 ori în 8 meciuri din turneu. Ca rezultat, Hoffer și-a ras numele „Jimmy” într-o parte a capului, după ce a primit acea porecla de la antrenorul Karl Brauneder. Porecla face referire la Jimmy Hoffa.

### Echipa națională a Austriei
La sfârșitul lunii mai a anului 2007, Hoffer a fost chemat la naționala mare  pentru prima dată și -a făcut debutul împotriva Austriei la data de 2 iunie 2007, meci în care a jucat 45 de minute, într- o remiză scor 0-0 împotriva Paraguayului.
El a făcut parte din echipa Austriei care a jucat la Euro 2008, o competiție pe care Austria ca găzduit-o împreună cu Elveția. La această competiție Hoffer a jucat un singur meci, ultimul din grupe cu Germania la Viena.
La 1 aprilie 2009, Hoffer a marcat două goluri pentru Austria într-o victorie scor 2-1 cu România, într-un meci de calificare pentru Campionatul Mondial din 2010. După ce a ratat două meciuri la începutul anului 2010, nefiind convocat din cauză că nu a jucat la Napoli el și-a făcut prima sa apariție în opt luni, într-un meci pierdut cu 1-0 împotriva Elveției la 11 august 2010. O lună mai târziu, a marcat din nou la 7 septembrie 2010, într-o victorie cu 2-0 asupra Kazahstanului. Până în 2012, Hoffer a jucat în 28 de partide și a marcat de 4 ori pentru Austria.

## Viața personală
Hoffer s-a născut într-o familie numeroasă, având cinci surori și trei frați. Când era copil, Hoffer ținea cu Rapid Viena.
Hoffer și-a scos măselele de minte de două ori începând cu anul 2010, lucru care l-a obligat să poarte o mască. De asemenea, deținea două mașini: Audi Q7 și Ferrari, pe care nu avea voie să le conducă până la stadionul lui FC Kaiserslautern la antrenamente.